# Cmd.exe
cmd.exe (offiziell auch Windows-Eingabeaufforderung genannt) ist die Betriebssystem-Shell von OS/2, der Windows-NT-Linie und ReactOS. In der Shell können DOS-Kommandozeilenbefehle verarbeitet und Stapelverarbeitungsdateien ausgeführt werden.

## Funktionsweise
Wird cmd.exe aufgerufen, wird wie bei jedem anderen Windows-Konsolenprogramm durch Windows conhost.exe aufgerufen, das die Eingabeaufforderung aufruft, in der man Anweisungen nicht grafisch durch die Maus übermittelt, sondern direkt über die Tastatur eingibt. In dieser Konsole wird der Kommandozeileninterpreter cmd.exe gestartet. Über die Kommandozeile können beispielsweise Dateien kopiert, verschoben oder entfernt werden. Die Syntax der Befehle entspricht im Grundsatz der unter MS-DOS/PC DOS mit dessen Kommandozeileninterpreter COMMAND.COM, der jedoch um zahlreiche Funktionen erweitert wurde. Einige interne Befehle sind verbessert worden, beispielsweise for und if. Außer den internen Befehlen stehen dem Anwender noch zahlreiche weitere Programme, z. B. als EXE-Dateien, und andere  ausführbare Dateien, z. B. Stapelverarbeitungsdateien (Shell-Skripte), zur Verfügung.
Wenn cmd.exe über eine Dateiverknüpfung gestartet wird, ist das Fenster mit dem Namen der Verknüpfung betitelt. Der Name der im Startmenü vorgesehenen Verknüpfung lautet Eingabeaufforderung.

## Neuerungen
Es handelt sich bei cmd.exe um eine native Win32-Anwendung. Daher ist der Name „DOS-Eingabeaufforderung“ irreführend: Es wird zwar eine Kommandozeile für MS-DOS-Befehle zur Verfügung gestellt, die selbst allerdings nicht unter MS-DOS als Betriebssystem läuft.
cmd.exe hat eine Reihe von Vorteilen gegenüber COMMAND.COM. So erzeugt das Zeichen | in einem Befehl zwei Prozesse sowie eine Pipe dazwischen (wie auf einer Unix-Shell) und keine Temporärdatei, in die zunächst die gesamte Ausgabe des Befehls links von der Pipe umgeleitet wird.
Mit Windows 2000 wurden die sogenannten Befehlserweiterungen eingeführt, die zahlreiche neue Funktionen zur Kommandozeile hinzufügt:
- die Integration der Funktionalität des ursprünglich separaten Programms DOSKEY.COM, wie eine Kommandohistorie sowie Makros.
- eine Befehlszeilenergänzung mittels ↹ (Tab) (bis Windows 2000 standardmäßig deaktiviert, seit Windows XP standardmäßig aktiv).
- Zeichen, die eine spezielle Bedeutung haben (etwa das |) können jetzt als Parameter übergeben werden, indem man das Maskierungszeichen ^ voranstellt.
- Der Befehl set unterstützt bestimmte Ausdrücke, so etwa einfache arithmetische Operatoren, sowie die logischen Operatoren AND, OR und XOR.
- Der Befehl message ist jetzt nur noch auf und unter Windows XP verfügbar.
- Der Befehl for unterstützt zahlreiche neue Parameter, so können Verzeichnisse rekursiv abgearbeitet werden und der Inhalt von Dateien als Eingabeparameter verwendet werden.
- Der Befehl if unterstützt zahlreiche neue Vergleichsoperatoren. Auch kann die Existenz einer Variable geprüft werden.
- Der Befehl md unterstützt das Anlegen eines ganzen Verzeichniszweiges.

Diese Neuerungen lassen sich per Parameter deaktivieren, falls Kompatibilitätsprobleme mit älteren Stapelverarbeitungsdateien auftreten.

## Resource Kit Tools
Der Funktionsumfang von cmd.exe in Windows 2000 oder XP reichte für viele praktische Fälle nicht aus, insbesondere im Vergleich zu seinen Wettbewerbern aus dem Unix-Umfeld. 
Microsoft reagierte mit einer kostenlosen Erweiterung namens Resource Kit Tools beziehungsweise das neuere Windows Server 2003 Resource Kit Tools. Auch wenn letzteres den Namen Windows Server 2003 aufführt, so sind die meisten Erweiterungen auch in früheren NT-Betriebssystemen lauffähig; die zugehörigen Dokumentationen listen hier explizit Windows 2000 und Windows XP auf. Eine von vielen Funktionserweiterungen ist beispielsweise robocopy.exe, ein Programm für cmd.exe zum Kopieren, Synchronisieren und Überwachen auf Veränderungen von Dateien oder ganzen Verzeichnissen; in Windows Vista und neueren Ausgaben ist Robocopy integriert (ohne die Resource Kit Tools installieren zu müssen). 2006 wurde die PowerShell eingeführt, die anfangs optional installiert werden konnte; in Windows 7 sowie Windows Server 2008 R2 und neuer ist sie vorinstalliert.

## Einzelbelege und Anmerkungen
1. ↑  anfänglich hauptsächlich wohl OS/2, danach (auch) Windows NT und sehr viel später dann (zudem quelloffen) ReactOS
2. ↑  bei ReactOS sicher (siehe auch unter reactos/base/shell/cmd/ [englisch] – bei GitHub), bei Windows NT und OS/2 jedoch nur gemutmaßt (da diese nicht quelloffen sind)